# Саунья
Са́унья (эст. Saunja) — деревня на севере Эстонии в волости Куусалу, уезд Харьюмаа.

## География и описание
Расположена в 23 километрах к востоку от Таллина. Расстояние до волостного центра — посёлка Куусалу — около 8 километров. Высота над уровнем моря — 44 метра.
Климат умеренный. Официальный язык — эстонский. Почтовый индекс — 74636.

## Население
По данным переписи населения 2021 года, в Саунья проживали 109 человек, из них 107 (98,2 %) — эстонцы.
По данным переписи населения 2011 года в деревне насчитывалось 115 жителей, из них 114 (99,1 %) — эстонцы.
Численность населения деревни Саунья по данным переписей населения:
| Год  | 1959 | 1970  | 1979  | 1989 | 2000 | 2011  | 2021  |
| ---- | ---- | ----- | ----- | ---- | ---- | ----- | ----- |
| Чел. | 189  | ↘ 144 | ↘ 143 | ↘ 91 | ↗ 99 | ↗ 115 | ↘ 109 |

В протоколе собрания жителей деревни от 30 ноября 2015 года указывается, что в предшествующие годы, когда в Саунья был староста, в деревне было зарегистрировано 100 жителей, а в действительности проживало 158 человек. В 2015 году в деревне старосты не было; при этом старостой деревни может быть избран даже человек, не зарегистрированный как её житель.

## История
Первое упоминание о деревне относится к 1241 году: в Датской поземельной книге она записана как Saunøy. В письменных источниках 1266 и 1454 годов упоминается Saune, 1451 года — Sauenkull, 1693 года — Saunia.
В старину в деревне была сельская школа и богадельня. Северная часть деревни с десятью хозяйствами в давние времена была самостоятельной деревней Саура (Saura), также Сяура (Säura); в 1693 году она упоминается как Saura, в 1725 году — Saeura.

## Достопримечательности
- Священный лес Хиелепик, памятник археологии, внесён в Государственный регистр памятников культуры Эстонии. Начинается примерно в 190 метрах к востоку от дороги, проходящей через деревню. Бывшее относительно влажное пастбище в ходе мелиоративных работ в 1969 году была преобразована в большой массив (протяжённость в направлении NNW-SSO 150 метров, в направлении O-W — 85 метров), отделённый со всех сторон траншеями шириной 5—7 метров и глубиной 1—2 метра. В большинстве своём там произрастает высокая ольха. Согласно составленному в 1976 году паспорту объекта, на нём есть остатки древней ограды из валунов[14];
- Культовый камень (в настоящее время используется термин «чашечный камень») Кангрукиви, памятник археологии, природоохранный объект. В Эстонии известно около 1750 чашечных камней, и больше всего их в Северной Эстонии. Считаются образцом культуры бронзового века. Выдалбливание «чаш» в камне связано с культом плодородия, так как такие камни расположены в местах, пригодных для земледелия. Диаметр обычно 3-10 см, глубина 0,5-5 см. Кангрукиви — грубозернистый камень с трещинами, формой напоминающий буханку хлеба. Его охват около 12,75 м. Состояние оценивается как плохое[15][16][17].

## Происхождение топонима
Языковед Лаури Кеттунен считает, что название деревни произошло от слова saun : sauna («баня»). Эдгар Вальтер Сакс в качестве основы предлагает слово savi : saue («глина»). В Институте эстонского языка, однако, считают, что топоним произошёл от слова Saunoja, то есть, деревня получила своё название от названия ручья (oja с эстонского — «ручей»).

## Известные уроженцы
- Эрм, Леэзи — народный художник Эстонской ССР.